# 與那城奨
與那城 奨（よなしろ しょう、1995年10月25日 - ）は、日本のアイドル。男性アイドルグループ・JO1のメンバーであり、リーダー。沖縄県那覇市出身。LAPONEエンタテインメント所属。

## 来歴
沖縄県立那覇西高等学校卒業。高校卒業後、歌手になることを目指して単身で上京。日本経済大学経営学部芸創プロデュース学科芸能マネジメントコースに入学。2019年3月に同大学を卒業した。
大学卒業後、アルバイト仲間から、サバイバルオーディション番組『PRODUCE 101 JAPAN』の出演者を募集していると教えてもらう。もともと高校を卒業したら芸能活動をしたいと考えていたため、仲間の後押しをもらいながら参加を決意した。
2019年9月、『PRODUCE 101 JAPAN』に参加。最終順位では11位にランクインし、同番組から誕生するグループ「JO1」のメンバーに選ばれる。同年12月30日、公式YouTubeチャンネルにて配信されたリーダー決め動画でリーダーに選出された。
2020年3月4日、JO1として1stシングル『PROTOSTAR』をリリースしてメジャーデビュー。オーディション当時から歌唱力を高く評価されていた與那城は｢優しく包み込むような歌声｣と評され、グループ内でメインボーカルを担当する。同年8月26日、2ndシングル『STARGAZER』が発売され、収録曲の『My Friends』では作詞に挑戦した。
2024年4月22日、フジテレビ系月9ドラマ『366日』の第3話エンディング曲を担当。

## 人物・エピソード
- 「PRODUCE 101 JAPAN」におけるキャッチフレーズ：「筋肉以外の俺の魅力…知りたくない？」[5]
- 「PRODUCE 101 JAPAN」最終回紹介時のキャッチコピー：「麗しの筋肉兄さん」[注 2]
- 趣味：筋トレ／ギター（アコースティック）／英会話／映画鑑賞（洋画）[6]／料理
- 特技：ギター（アコースティック）／英会話／筋トレ[6]。
- 手が大きく、縦の長さは油性ペンの｢マッキー｣1.5本分であることが知られている。
- 好きな女性のタイプ：笑顔が素敵で、笑顔を絶やさずに、いつも前向きな子[7]。
- 愛称：奨くん／よなぴ／ヨナ
- 河野純喜は、與那城の歌声について｢奨くんが歌っているパートはすぐに分かる。奨くんはこの中（與那城と河野と金城碧海）ではキーは高くないが、その分深みと包容力のある声」と話している[8]。
- 自身の性格について、「スイッチが入ると、とことんやっちゃうタイプ」と分析している[9]。
- りゅうちぇる、THE RAMPAGE from EXILE TRIBEの与那嶺瑠唯と神谷健太とは同じ沖縄県出身1995年生まれで、仲が良い[10][11]。

## ディスコグラフィ

### ソロ楽曲
- 約束 - 2025年1月28日に開催した『LAPOSTA 2025 SHOW PRODUCED by YONASHIRO SHO "Day by day』で初披露[12]。 音源は未発売である。

### 作詞
| アーティスト | タイトル   | 備考                                                            |
| ------------ | ---------- | --------------------------------------------------------------- |
| JO1          | My Friends | 作詞。2ndシングル「STARGAZER」、1stアルバム「The STAR」に収録。 |

### 参加楽曲

#### PRODUCE 101 JAPAN
| リリース日     | タイトル                              | 備考                                                                              |
| -------------- | ------------------------------------- | --------------------------------------------------------------------------------- |
| 2019年9月3日   | ツカメ〜It's Coming〜                 | 番組テーマ曲。『ツカメ〜It's Coming〜』に収録。                                   |
| 2019年11月28日 | Black Out                             | コンセプト課題曲。『PRODUCE 101 JAPAN - 35 Boys 5 Concepts』に収録。              |
| 2019年12月12日 | YOUNG                                 | デビュー評価課題曲および最終バラード課題曲。『PRODUCE 101 JAPAN - FINAL』に収録。 |
| 2019年12月12日 | さよなら青春 (PRODUCE 101 JAPAN ver.) | デビュー評価課題曲および最終バラード課題曲。『PRODUCE 101 JAPAN - FINAL』に収録。 |

#### JO1
| リリース日    | タイトル             | 備考                                                      |
| ------------- | -------------------- | --------------------------------------------------------- |
| 2022年5月25日 | OUTSIDERS            | SawanoHiroyuki[nZk]の楽曲。メンバーの河野純喜と歌唱参加。 |
| 2024年4月22日 | 366日 feat. 與那城奨 | HYの楽曲。仲宗根泉とデュエット。                          |

## 出演

### テレビドラマ
- 連続ドラマW フェンス（2023年3月19日 - 、WOWOW） - 仲本颯太 役[13]

### 映画
- OUT（2023年11月17日、KADOKAWA） - 長嶋圭吾 役[14][15]

### テレビ番組
- PRODUCE 101 JAPAN（2019年9月26日 - 12月12日、TBS系列〈初回、最終回のみ〉、GYAO!）
- 豆と奨の最高の休日 JO1ダフルツアー（2024年9月14日、テレビ東京系列）[16]

### 配信番組
- ショート・プログラム「交差点前」（2022年3月4日配信、Amazon Prime Video）- 竹地春彦 役[17]

### ナレーション
- 国立劇場おきなわ PR動画（2021年、YouTube）- 英語のナレーションを担当[18][19]

## PRODUCE 101 JAPANでの成績・活動

### クラス分け評価
- 初回評価：Bクラス[注 3]
- 再評価：Bクラス[注 4]

### ポジションバトル
- 2019年10月17日放送 第4話
- 課題曲：米津玄師「Lemon」
- チーム：1組
- 担当：リーダー
- 個人順位：1位
- 勝利チーム：1組
- 全体順位（vocal部門）：2位

### グループバトル
- 2019年11月7日放送 第7話
- 課題曲：東方神起「Why? (Keep Your Head Down)」
- 担当：リーダー、サブボーカル1
- 個人順位：1位
- チーム順位：3位
- 個人総合順位 : 2位

### コンセプトバトル
- 2019年11月21日放送 第9話
- 課題曲：「Black Out」
- 担当：サブボーカル3
- チーム順位：4位
- 個人順位：2位（1位と1票差）

### デビュー評価
- 2019年12月11日放送 第12話
- 課題曲：「YOUNG」
- 担当：サブボーカル6

### 投票順位
第1回投票期間（2019年9月26日-10月18日）
- 1週目：23位（9月26日発表）[注 5]
- 2週目：24位（10月3日発表）[注 6]
- 3週目：24位（10月11日発表）[注 7]
- 5週目：26位（10月24日発表）※第1回順位発表式[注 8]

第2回投票期間（2019年10月24日-11月8日）
- 6週目：19位（10月31日発表）[注 9]
- 8週目：17位（11月14日発表）※第2回順位発表式[注 10]

第3回投票期間（2019年11月14日-11月29日）
- 9週目：8位（11月21日発表）[注 11]
- 11週目：10位（12月6日発表）※第3回順位発表式[注 12]

第4回投票期間（2019年12月5日-12月11日）
- 12週目：11位（12月11日発表）※最終順位[注 13]